# Sultaca Alta
Sultaca Alta ist eine Streusiedlung im Departamento Chuquisaca im südamerikanischen Andenstaat Bolivien. 

## Lage im Nahraum
Sultaca Alta ist fünftgrößter Ort des Kantons Villa Charcas im neu geschaffenen Municipio Villa Charcas in der Provinz Nor Cinti. Die Ortschaft liegt auf einer Höhe von 2981 m am linken, nördlichen Ufer des Río Mosoj Lajta, der in den Río Terrado mündet und über den Río Inca Huasi und den Río Pilaya zum Flusssystem des Río Pilcomayo gehört.

## Geographie
Sultaca Alta liegt in der Bergregion der Cordillera de Tajsara o Tarachaca im semi-ariden Übergangsgebiet zwischen den semi-humiden Bergwäldern der östlichen Gebirgsketten Boliviens und dem ariden Altiplano.
Die jährlichen Niederschläge schwanken zwischen 350 und 550 mm und treten vor allem in den Monaten von November bis März auf; die Wintermonate Mai bis August sind weitgehend niederschlagsfrei (siehe Klimadiagramm Culpina). Die Monatsdurchschnittstemperaturen liegen in der Region zwischen knapp 20 °C im Dezember und 5 bis 8 °C im Juni/Juli.

## Verkehrslage
Sultaca Alta liegt in einer Entfernung von 445 Straßenkilometern südlich von Sucre, der Hauptstadt des Departamentos.
Von Sucre aus führt die asphaltierte Nationalstraße Ruta 5 in südwestlicher Richtung nach Potosí, der Hauptstadt des im Westen angrenzenden Departamentos. Von hier aus führt nach Süden die Ruta 1, die auf den ersten 37 Kilometern bis Cuchu Ingenio noch asphaltiert ist. Nach weiteren 146 Kilometern erreicht die Ruta 1 die Stadt Camargo. Noch einmal 19 Kilometer südlich von Camargo zweigt eine unbefestigte Landstraße in östlicher Richtung ab, überquert den Río Camblaya und überwindet auf den folgenden 47 Kilometern bis Culpina einen Höhenunterschied von 600 Metern. Östlich von Culpina zweigt dann eine Straße nach Nordosten ab und erreicht nach weiteren 21 Kilometern vorbei an Incahuasi die Gemeinde Villa Charcas. Am Nordrand von Villa Charcas zweigt eine Landstraße nach Westen ab, die den Río Papa Chajra und den Río Terrado durchquert und nach fünf Kilometern Sultaca Alta erreicht.

## Bevölkerung
Die Einwohnerzahl von Sultaca Alta ist im vergangenen Jahrzehnt um mehr als ein Drittel angestiegen:
| Jahr | Einwohner         | Quelle       |
| ---- | ----------------- | ------------ |
| 1992 | keine Detaildaten | Volkszählung |
| 2001 | 501               | Volkszählung |
| 2012 | 686               | Volkszählung |
| 2024 |                   | Volkszählung |